# Eybens
Eybens település Franciaországban, Isère megyében. Lakosainak száma 10 095 fő (2022. január 1.). Eybens Saint-Martin-d’Hères, Bresson, Brié-et-Angonnes, Échirolles, Grenoble és Poisat községekkel határos.

## Népesség
A település népességének változása:
| Lakosok száma | 3310 | 5843 | 8013 | 9335 | 10 048 | 10 259 | 10 185 | 9980 | 10 112 | 10 095 |
|               | 1968 | 1982 | 1990 | 2006 | 2013   | 2015   | 2017   | 2019 | 2020   | 2022   |